# Тома Лангманн
Тома́ Лангма́нн (фр. Thomas Langmann; нар. 24 травня 1971, Франція) — французький кінопродюсер, актор, сценарист та режисер, володар премії «Оскар» за найкращий фільм та низки інших фестивальних та професійних кінопремій .

## Біографія та кар'єра
Тома Лангманн народився 24 травня 1971 року у Парижі в сім'ї режисера єврейського походження Клода Беррі та Анни-Марії Рассам, що походила з християнської ліванської сім'ї. Тома є племінником продюсерів Жана-П'єра Рассама та Поля Рассама. Його брат Жульєн Лангманн, який помер у 2002 році, був актором на ім'я Жульєн Рассам.
У віці 8-ми років Тома Лангманн вперше виступив як актор, знявшись у фільмі свого батька «Я тебе кохаю» (1980). У підлітковому віці він був номінований на премію «Сезар» як найперспективніший актор за роль у фільму «Роки сендвічів» у 1988 році та «Париж пробуджується» у 1991 році, а також за найкращу чоловічу роль у 1993 році за фільм «Пуп землі».
З початку 2000-х років Тома Лангманн як актор знімається мало, відмовляється від акторської професії та починаю кар'єру продюсера.
У 2009 році Лангманн виступив продюсером диптиху «Ворог держави № 1» / Ворог держави № 1: Легенда, поставленого режисером Жаном-Франсуа Ріше. Фільм було номіновано на премію «Сезар» як найкращий фільм, а Ж.-Ф. Ріше отримав нагороду у категорії за найкращу режисерську роботу.
У 2012 році Тома Лангманн отримав, як продюсер, премії «Оскар», BAFTA та «Сезар» за фільм «Артист» режисера Мішеля Азанавічуса.
У 2014 році Лангманн виступив продюсером фільме «Цей незручний момент», який є рімейком однойменної стрічки його батька, Клода Беррі, 1977 року. У фільмі, поставленому режисером Жаном-Франсуа Ріше, що вийшов на екрани влітку 2015 року (в Україні з 16 липня), головні ролі виконали зірки французького кіно Венсан Кассель та Франсуа Клюзе.
Як співрежисер (з Фредеріком Форестьє) Тома Лангманн поставив фільми «Астерікс на Олімпійських іграх» (2008) та «Зірки дискотек» (2012).

## Особисте життя
У 2008 році Тома Лангманн був засуджений до чотирьох місяців умовного ув'язнення за насильство над своєю подругою Фредерікою з якою довгий час перебував у стосунках та від якої він має доньку, що народилася у 2002 році.
З 21 червня 2013 Тома Лангманн одружений з французькою журналісткою Селін Боске.

## Фільмографія

### Продюсер
| Рік  | Українська назва                    | Оригінальна назва                   | Режисер                          | Примітки              |
| ---- | ----------------------------------- | ----------------------------------- | -------------------------------- | --------------------- |
| 1999 | Астерікс і Обелікс проти Цезаря     | Astérix & Obélix contre César       | Клод Зіді                        | асоційований продюсер |
| 2001 | Астерікс і Обелікс: Місія Клеопатра | Astérix & Obélix: Mission Cléopâtre | Ален Шаба                        | асоційований продюсер |
| 2002 | Повний привід                       | Le Boulet                           | Ален Берберян, Фредерік Форестьє | лінійний продюсер     |
| 2004 | Блуберрі                            | Blueberry                           | Ян Кунен                         |                       |
| 2004 | Два нулі                            | Double zéro                         | Жерар Пірес                      |                       |
| 2006 | Літній табір                        | Nos jours heureux                   | Олів'є Накаш, Ерік Толедано      | співпродюсер          |
| 2007 | Зміни обличчя                       | Steak                               | Квентін Дюпьє                    |                       |
| 2008 | Астерікс на Олімпійських іграх      | Astérix aux jeux olympiques         | Фредерік Форестьє, Тома Лангманн |                       |
| 2008 | Ворог держави № 1                   | L'instinct de mort                  | Жан-Франсуа Ріше                 |                       |
| 2008 | Ворог держави № 1: Легенда          | L'ennemi public n°1                 | Жан-Франсуа Ріше                 |                       |
| 2009 | Сутенер                             | Le mac                              | Паскаль Бурдо                    |                       |
| 2011 | Мій батько — служниця               | Mon père est femme de ménage        | Сафія Азедін                     |                       |
| 2011 | Артист                              | The Artist                          | Мішель Азанавічус                |                       |
| 2011 | Нова війна ґудзиків                 | La Nouvelle Guerre des boutons      | Крістоф Барратьє                 |                       |
| 2012 | Крамничка самогубств 3D             | Le magasin des suicides             | Патріс Леконт                    |                       |
| 2012 | Манік                               | Maniac                              | Франк Халфун                     |                       |
| 2012 | Зірки дискотек                      | Stars 80                            | Фредерік Форестьє, Тома Лангманн |                       |
| 2013 | Королеви рингу                      | Les reines du ring                  | Жан-Марк Руднікі                 |                       |
| 2014 | Пошук                               | The Search                          | Мішель Азанавічус                |                       |
| 2014 | Французи з континенту               | Les Francis                         | Фабріс Беготті                   |                       |
| 2014 | Кольт 45                            | Colt 45                             | Фабріс Дю Вельц                  |                       |
| 2014 | Псевдонім                           | Pseudonym                           | Т'єррі Себбан                    | співродюсер           |
| 2015 | Наші дружини                        | Nos femmes                          | Рішар Беррі                      |                       |
| 2015 | Цей незручний момент                | Un moment d'égarement               | Жан-Франсуа Ріше                 |                       |
| 2016 | Не гальмуй                          | À fond                              | Ніколас Бенаму                   | співпродюсер          |

### Актор
| Рік  | Українська назва                     | Оригінальна назва                       | Роль                            | Примітки         |
| ---- | ------------------------------------ | --------------------------------------- | ------------------------------- | ---------------- |
| 1980 | Я тебе кохаю                         | Je vous aime                            | Тома                            |                  |
| 1988 | Роки сендвічів                       | Les années sandwiches                   | Віктор                          |                  |
| 1989 | День за днем                         | Jour après jour                         | наречений                       |                  |
| 1989 | Рішуче                               | Bille en tête                           | Віргілій                        |                  |
| 1990 | Експрес Альберто                     | Alberto Express                         | Альберто, молодий хлопець       |                  |
| 1991 | Ніч і день                           | Nuit et jour                            | Джек                            |                  |
| 1991 | Париж пробуджується                  | Paris s'éveille                         | Адрієн                          |                  |
| 1991 | Закоханий                            | Amoureuse                               | Ентоні                          |                  |
| 1993 | Пуп землі                            | Le nombril du monde                     | Марсель                         |                  |
| 1995 | Музика кохання: Роберт і Клара Шуман | La musique de l'amour: Robert et Clara  | Роберт Шуман                    | телевізійний     |
| 1995 | Жозефіна і цигани                    | Court toujours: Joséphine et les gitans |                                 | короткометражний |
| 1997 | Занадто закохана                     | Une femme très très très amoureuse      | Жозеф                           |                  |
| 1998 | Поза грою                            | Hors jeu                                | Людина з директрисою з кастингу |                  |
| 2006 | Патріоти                             | Indigènes                               | журналіст                       |                  |
| 2012 | Туссен Лувертюр                      | Toussaint Louverture                    | Бонапарт                        | міні-серіал      |

## Визнання

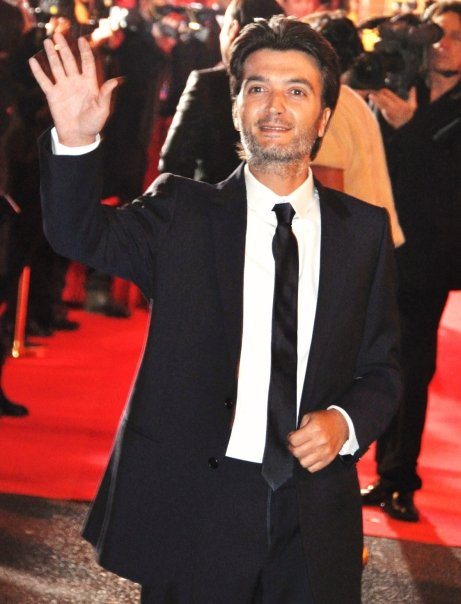
Тома Лангманн на церемонії „Сезара“, 2009

| Рік                                 | Категорія                                   | Фільм                                            | Результат |
| ----------------------------------- | ------------------------------------------- | ------------------------------------------------ | --------- |
| Премія «Сезар»                      |                                             |                                                  |           |
| 1989                                | Найперспективніший актор                    | «Роки сендвічів»                                 | Номінація |
| 1992                                | Найперспективніший актор                    | «Париж пробуджується»                            | Номінація |
| 1994                                | Найкращий актор другого плану               | «Пуп землі»                                      | Номінація |
| 2009                                | Найкращий фільм                             | «Ворог держави № 1» / Ворог держави № 1: Легенда | Номінація |
| 2012                                | Найкращий фільм                             | «Артист»                                         | Перемога  |
| Міжнародний кінофестиваль у Лідсі   |                                             |                                                  |           |
| 2011                                | Приз глядацьких симпатій за найкращий фільм | «Артист»                                         | Перемога  |
| Кінофестиваль в Остіні              |                                             |                                                  |           |
| 2011                                | Приз глядацьких                             | «Артист»                                         | Перемога  |
| Чиказький міжнародний кінофестиваль |                                             |                                                  |           |
| 2011                                | Найкращий фільм                             | «Артист»                                         | Перемога  |
| Європейська кіноакадемія            |                                             |                                                  |           |
| 2011                                | Найкращий фільм                             | «Артист»                                         | Номінація |
| Оскар                               |                                             |                                                  |           |
| 2012                                | Найкращий фільм                             | «Артист»                                         | Перемога  |
| Австралійський кіноінститут         |                                             |                                                  |           |
| 2012                                | Найкращий фільм                             | «Артист»                                         | Перемога  |
| BAFTA                               |                                             |                                                  |           |
| 2012                                | Найкращий фільм                             | «Артист»                                         | Перемога  |
| Золота зірка кіно                   |                                             |                                                  |           |
| 2012                                | Найкращий фільм                             | «Артист»                                         | Перемога  |
| 2012                                | Найкращий продюсер                          | Тома Лангманн                                    | Перемога  |
| Премія Незалежний дух               |                                             |                                                  |           |
| 2012                                | Найкращий фільм                             | «Артист»                                         | Перемога  |
| Гільдія продюсерів США              |                                             |                                                  |           |
| 2012                                | Найкращий продюсер                          | «Артист»                                         | Перемога  |